# لوفتهانزا للشحن
لوفتهانزا للشحن هي شركة طيران شحن ألمانية وشركة فرعية مملوكة بالكامل لشركة لوفتهانزا. يقع مقر لوفتهانزا للشحن في مدينة فرانكفورت في ألمانيا، المحور الرئيسي لشركة لوفتهانزا. وعلى الرغم من اعتبارها شركة طيران منفصلة إلا أنها تحمل نفس رمز الإياتا التابع للشركة الأم. وتقدم لوفتهانزا للشحن خدمات نقل الشحن على متن طائراتها وحوالي 300 طائرة ركاب تابعة للوفتهانزا.

## تاريخ
جاء قرار إنشاء لوفتهانزا للشحن في يوليو 1994 كشركة محدودة فكانت أول شركة طيران تفصل بين عمليات نقل الركاب والشحن بهذه الطريقة. وتم دمج عمليات الشحن مع شركة خدمات الشحن الألمانية المحدودة. ولفترة من الزمن كانت هي الناقل الأول للشحن بين القارات إلا في السنوات الآخيرة تعدتها كل من شركة الشحن الجوية الكورية وإير فرانس-كي إل إم للشحن.
في عام 2004 ساهمت كل من شركتي لوفتهانزا للشحن ودي أتش أل بنسبة 50:50 في تأسيس شركة إيرولوجيك، وتخطط الشركة الجديدة في تشغيل 11 طائرة من فئة بوينغ 777 فريتر (شحن) بحلول عام 2012.

## الأسطول

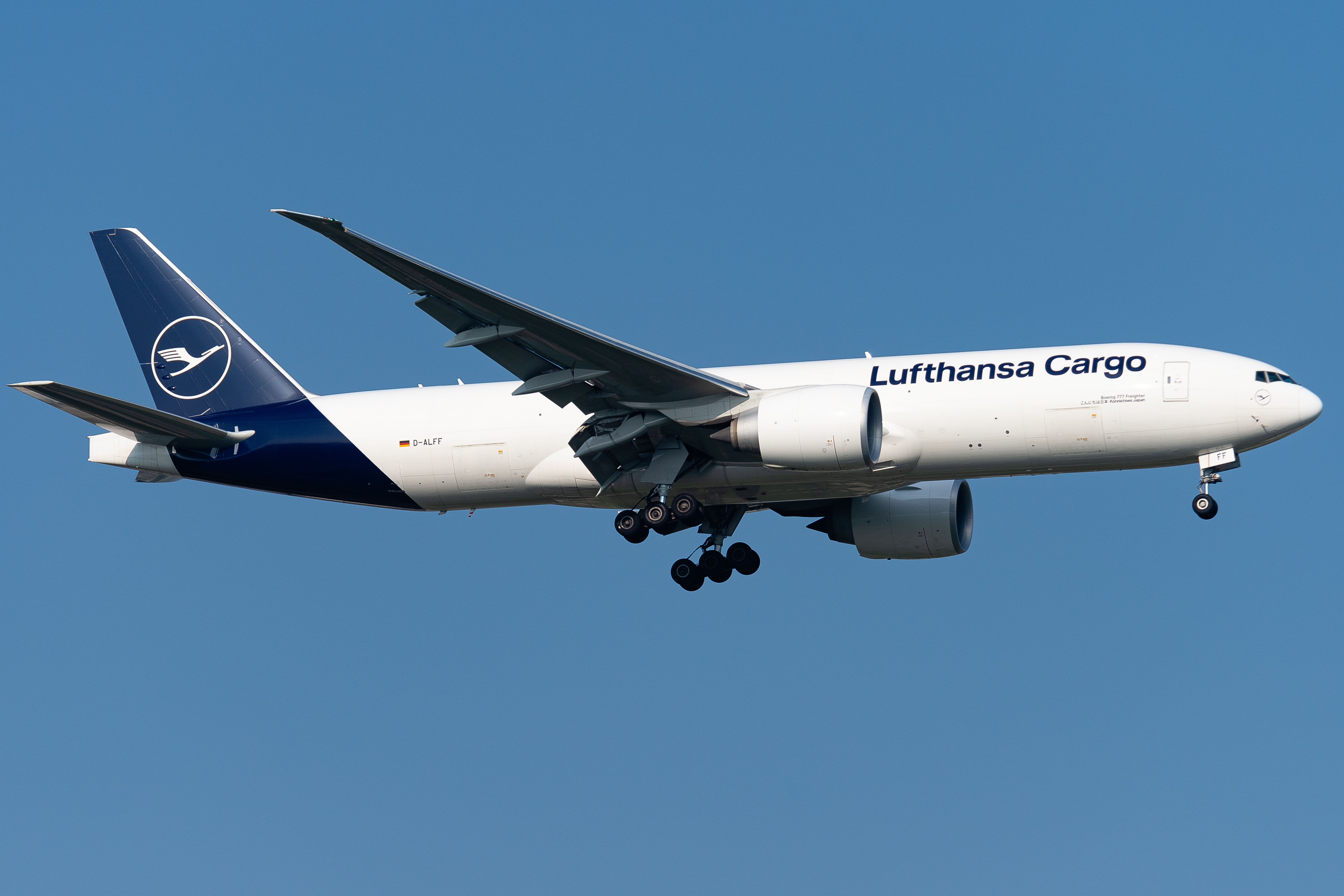
طائرة بوينغ 777

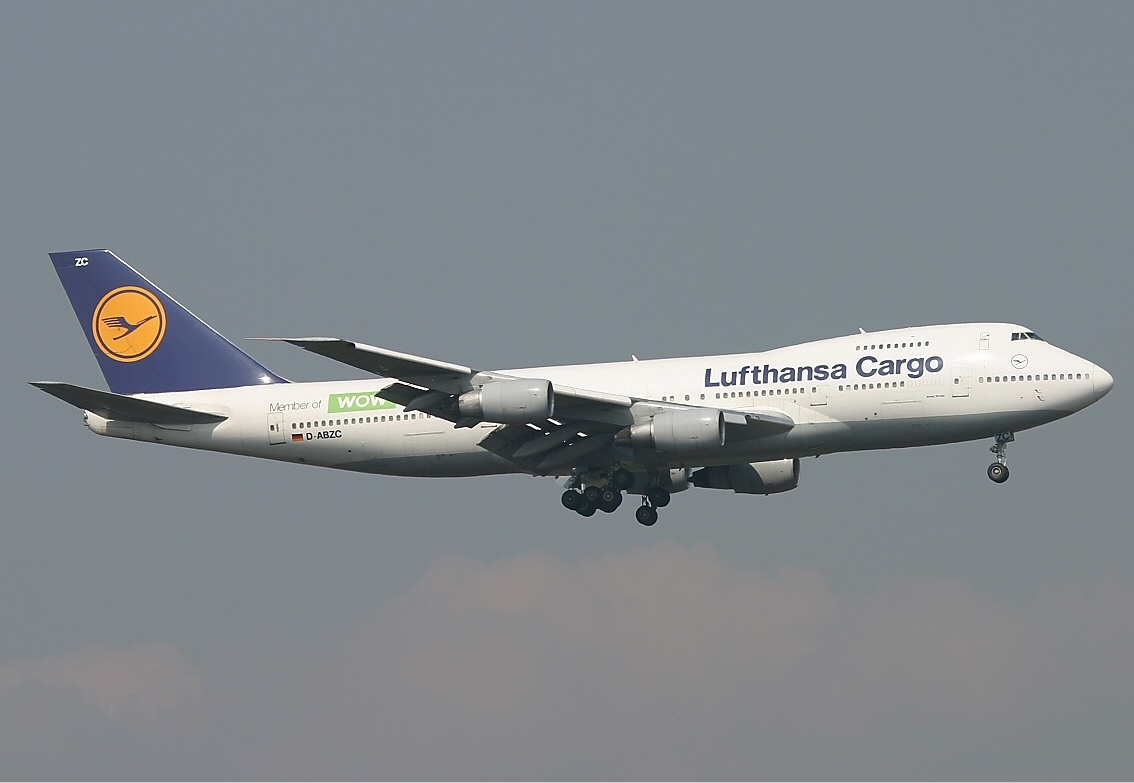
طائرة بوينغ 747 تابعة للشركة

### الأسطول الحالي
اعتبارًا من أكتوبر 2022، يتكون أسطول لوفتهانزا للشحن من الطائرات التالية:
| الطائرة        | في الخدمة | مطلوبة | ملاحظات                     |
| -------------- | --------- | ------ | --------------------------- |
| إيرباص إيه 321 | 2         | 2      | تديرها لوفتهانزا سيتي لاين. |
| بوينغ 777      | 11        | 3      |                             |
| بوينغ 777 أكس  | —         | 7      | التسليم بين 2027 و2030.     |
| المجموع        | 13        | 12     |                             |

### الأسطول التاريخي
شغلت لوفتهانزا للشحن أنواع الطائرات التالية سابقا:
| الطائرة                 | المجموع | أدخلت | سحبت | ملاحظات |
| ----------------------- | ------- | ----- | ---- | ------- |
| بوينغ 737               | 3       | 1993  | 1995 |         |
| بوينغ 737 كلاسيك        | 1       | 1994  | 1997 |         |
| بوينغ 747               | 10      | 1993  | 2005 |         |
| دوغلاس دي سي-8          | 5       | 1993  | 1997 |         |
| ماكدونل دوغلاس أم دي-11 | 19      | 1998  | 2021 |         |

## الوجهات
تقوم لوفتهانزا للشحن برحلات 57 مدينة حول العالم بطائرات الشحن الخاصة بها.

### أفريقيا
- مصر
  - القاهرة - مطار القاهرة الدولي
- كينيا
  - نيروبي - مطار جومو كينياتا الدولي
- السنغال
  - دكار - مطار دكار الدولي
- جنوب أفريقيا
  - جوهانسبرغ - مطار أوليفر تامبو الدولي

### آسيا

#### آسيا الوسطى
- كزاخستان
  - ألماتي - مطار ألماتي الدولي
- أوزباكستان
  - طشقند - مطار طشقند الدولي

#### شرق آسيا
- الصين
  - قوانغتشو - مطار قوانغتشو باييون الدولي
  - شانغهاي - مطار شانغهاي بودنغ الدولي
- اليابان
  - أوساكا - مطار كنساي الدولي
  - طوكيو - مطار ناريتا الدولي

#### جنوب آسيا
- الهند
  - بنغالور - مطار بانغالورو الدولي
  - تشيناي - مطار تشيناي الدولي
  - دلهي - مطار إنديرا غاندي الدولي
  - حيدر أباد - مطار حيدر أباد الدولي
  - مومبي - مطار تشهاتراباتي شيفجي الدولي
- باكستان
  - كراتشي - مطار جينا الدولي

#### جنوب شرق آسيا
- سنغفورة
  - مطار شانغي سنغافورة
- تايلاند
  - بانكوك - مطار سوفارنابومي الدولي
- فيتنام
  - هانوي - مطار نوي باي الدولي
- الفلبين
  - مانيلا - مطار نوي أكوينو الدولي

#### جنوب غرب آسيا
- إيران
  - طهران - مطار مهراباد الدولي
- الكويت
  - مدينة الكويت - مطار الكويت الدولي مركز رئيسي
- المملكة العربية السعودية
  - جدة - مطار الملك عبد العزيز الدولي
  - الرياض - مطار الملك خالد الدولي
- الإمارات العربية المتحدة
  - الشارقة - مطار الشارقة الدولي مركز رئيسي
- العــــراق
  - شمال العراق-كوردستان-مطار اربيل الدولي

### أوروبا
- بلجيكا
  - بروكسل - مطار بروكسل
- ألمانيا
  - فرانكفورت - مطار فرانكفورت الدولي مركز رئيسي
  - لايبزغ - مطار لايبزغ/هال الدولي مركز رئيسي
- إيطاليا
  - ميلان - مطار مالبينسا الدولي
- روسيا
  - كراسنويارسك - مطار ياميلينوفو مركز رئيسي
  - موسكو - مطار شيريميتييفو الدولي
- السويد
  - غوتنبرغ - مطار غوتنبرغ
- المملكة المتحدة
  - نوتنغهام - مطار إيست مدلاندز الدولي
- هولندا
  - أمستردام - مطار سخيبول أمستردام

### أمريكا الشمالية
- كندا
  - تورونتو - مطار بيرسون الدولي
- المكسيك
  - مدينة مكسيكو - مطار مدينة مكسيكو الدولي
- الولايات المتحدة
  - أتلانتا - مطار هارتسفيلد جاكسون
  - شيكاغو - مطار أوهير الدولي
  - دالاس - مطار دالاس فورت ورث الدولي
  - لوس أنجلوس - مطار لوس أنجلوس الدولي
  - نيو يورك - مطار جون إف كينيدي الدولي
  - ويلمينغتون - مطار ويلمينغتون

### أمريكا الجنوبية
- الأرجنتين
  - بوينس آيرس - مطار منيسترو بيستاريني الدولي
- البرازيل
  - كامبينيس - مطار فيراكوبوس كامبيناس الدولي
  - كوريتيبا - مطار أفونسو بينا الدولي
- كولومبيا
  - بوغوتا - مطار رل دورادو الدولي
- الإكوادور
  - كيتو - مطار ماريسكال سوكري الدولي

## تعليم
- رحلة لوفتهانزا للشحن 8460

## وصلات خارجية
- لوفتهانزا للشحن (بالألمانية)

/(بالإنجليزية)